# Цол (Ајдовшчина)
Цол (словен. Col, итал. Zolla) насеље у Випавској долини у општини Ајдовшчина, покрајини Приморска која припада Горишкој регији Републике Словеније

## Географија
Насеље површине 2,62 км², налази се на надморској висини од 611,3 метра, 9 км источно од Ајдовшчине и 32,7 километара од италијанске границе. 

## Историја
До територијалне реорганизације у Словенији налазило се у саставу старе општине Ајдовшчина

## Становништво
На попису становништва 2011. године, Цол је имао 496 становника.
| Број становника по пописима | Број становника по пописима | Број становника по пописима |
| --------------------------- | --------------------------- | --------------------------- |
| 1991                        | 2002                        | 2011                        |
| 483                         | 498                         | 496                         |

Напомена: Године 1971. увећано за насеље Орешје које је укинуто.

## Културна баштина
У насељу Цол регистровано је седам непокретних културних добара Републике Словеније. Археолошко налазиште Риженберк и Штурманик из касног римског доба,, налазиште из средњег бронзаног и римског доба, Црква светог Ленарта из 1896 год,замак Трилек настао у 16. веку, Грљевићева капелица из 19 века прерађена 1935..